# Gods of Metal

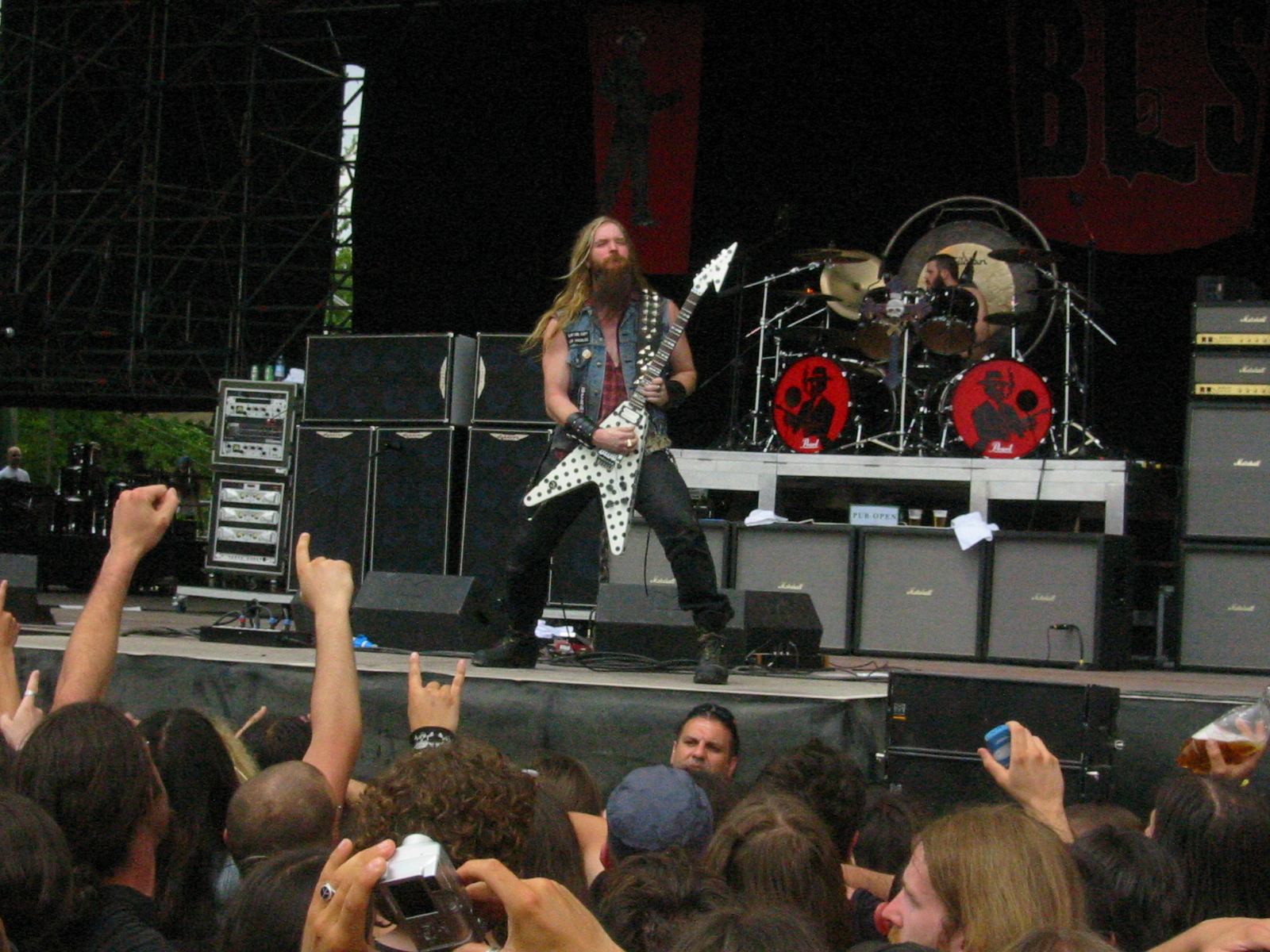
Zakk Wylde mit Black Label Society auf dem Gods of Metal 2005

Gods of Metal ist das größte Metal-Festival Italiens. Es findet seit 1997 jährlich in Monza statt, meistens im Juni. Da mit ungefähr 15.000 Besuchern pro Tag gerechnet werden kann, findet das Festival zumeist in großen Fußballstadien oder in Parks statt.
2008 wurde das Festival von dem Kapuzinermönch Cesare Bonizzi eröffnet, der das Publikum segnete und anschließend mit seiner Metal-Band Fratello Metallo auftrat.

## Geschichte

### 1997
Das Festival 1997 fand in Mailand statt, folgende Bands traten auf:
Manowar, Angra, Rage, Grave Digger, Moonspell, Time Machine, Eldritch.

### 1998
Das Festival 1998 fand in der Forum Open Air Arena in Mailand statt, folgende Bands traten auf:
Black Sabbath, Pantera, Stratovarius, Helloween, Gamma Ray, Iced Earth, Coal Chamber, Labyrinth.

### 1999
Das Festival 1999 fand in der Forum Open Air Arena in Mailand statt, folgende Bands traten auf:
- 1. Tag: Metallica, Stratovarius, Mercyful Fate, Biohazard, Overkill, Monster Magnet, Lacuna Coil, Space Age Playboys, Cappanera.
- 2. Tag: Manowar, Motörhead, Angra, Hammerfall, Iron Savior, Nevermore, Labyrinth, Time Machine, Skyclad, Avalon, Heastone Epitaph.

### 2000
Das Festival 2000 fand im Stadio Brianteo in Monza statt, folgende Bands traten auf:
- 1. Tag: Iron Maiden, Demons & Wizards, Sentenced, Edguy, Domine, Dirty Deeds, Khali, Theatres des Vampires
- 2. Tag: Slipknot, Methods of Mayhem, Testament, In Flames, The Kovenant, Death SS, Necrodeath, Magazzini Della Comunicazione.

### 2001
Das Festival 2001 fand im Palavobis in Mailand statt, folgende Bands traten auf:
Megadeth, Savatage, Motörhead, Gamma Ray, Cradle of Filth, Rhapsody, W.A.S.P., Nevermore, Kamelot, Wine Spirit, Eldritch, Benediction, Beholder, Sungift, Secret Sphere, Centurion, Sigma.

### 2002
Das Festival 2002 fand im Stadio Brianteo in Monza statt. Eigentlich war ein Auftritt von Rammstein für den ersten Tag vorgesehen, diese mussten ihre Teilnahme aufgrund einer Erkrankung von Keyboarder Flake Lorenz aber absagen. Folgende Bands traten auf:
- 1. Tag: Slayer, Halford, Kreator, Sodom, My Dying Bride, SOiL, Ill Niño, Anti-Product, Mushroomhead, Node.
- 2. Tag: Manowar Blind Guardian, Running Wild, Shaaman, Symphony X, Virgin Steele, Domine, Doro, Metalium, Blaze, Time Machine.

### 2003
Das Festival 2003 fand im Palavobis in Mailand statt, folgende Bands traten auf:
Queensrÿche, Motörhead, Saxon, Destruction, Grave Digger, Angra, Pain of Salvation, Vision Divine, Thoten, Mantra, DGM, Madhouse.

### 2004
Das Festival 2004 fand in der Arena Parco Nord in Bologna statt, folgende Bands traten auf:
- 1. Tag: Judas Priest, Stratovarius, UFO, Nevermore, Symphony X, Anathema, Rage, Domine, Into Eternity, Dark Lunacy.
- 2. Tag: Alice Cooper, Testament, Twisted Sister, W.A.S.P., The Quireboys, Sodom, Naglfar, Stormlord, Through Solace, Dragonforce.

### 2005
Das Festival 2005 fand in der Arena Parco Nord in Bologna statt, folgende Bands traten auf:
- 1. Tag: Iron Maiden, Slayer, Lacuna Coil, Obituary, Strapping Young Lad, Dragonforce, Mastodon, Mudvayne, Evergrey.
- 2. Tag: Motley Crue, Megadeth, Anthrax, Accept, Yngwie Malmsteen, Black Label Society, Hammerfall, Extrema, Exilia.

### 2006
Das Festival 2006 fand in der Idroscalo in Mailand statt, folgende Bands traten auf:
- 1. Tag: Venom, Opeth, Down, Testament, Nevermore, Satyricon, Sodom, Amorphis, Cappanera.
- 2. Tag: Strana Officina, Fire Trails, Extrema, Vision Divine, Necrodeath, Domine, Novembre, Stormlord, Infernal Poetry, White Skull, Mellow Toy, Boom, Perfect Picture.
- 3. Tag: Whitesnake, Def Leppard, Motörhead, Helloween, Stratovarius, Angra, Edguy, Sonata Arctica, Crucified Barbara.
- 4. Tag: Guns N’ Roses, Deftones, Alice in Chains, Soulfly, Bloodsimple, Dragonforce, Hellfueled, Benedictum, 10 years.

### 2007
Das Festival 2007 fand in der Idroscalo in Mailand statt, folgende Bands traten auf:
- 1. Tag: Mötley Crüe, Velvet Revolver, Scorpions, Thin Lizzy, White Lion, Tigertailz, Eldrtich, Planet Hard.
- 2. Tag: Heaven and Hell, Dream Theater, Blind Guardian, Dimmu Borgir, Dark Tranquillity, Symphony X, Anathema, DGM.
- 3. Tag: Ozzy Osbourne, Korn, Black Label Society, Type O Negative, Sadist, Deathstars, Slowmotion Apocalypse.

### 2008
Das Festival 2008 fand in der Arena Parco Nord in Bologna statt, Headliner waren Iron Maiden, Slayer und Judas Priest. Es traten auf:
- 1. Tag: Iron Maiden, Avenged Sevenfold, Rose Tattoo, Apocalyptica, Airbourne, Lauren Harris, Black Tide, Kingcrow.
- 2. Tag: Slayer, Carcass, Meshuggah, Testament, At the Gates, The Dillinger Escape Plan, Between the Buried and Me, Stormlord, Brain Dead.
- 3. Tag: Judas Priest, Iced Earth, Yngwie Malmsteen, Morbid Angel, Obituary, Enslaved, Fratello Metallo, Infernal Poetry, Nightmare.

### 2009
Das Festival 2009 fand im ansonsten vom Fußballverein AC Monza Brianza benutzten Stadio Brianteo in Monza statt, folgende Bands traten auf. Es waren zwei Bühnen aufgebaut, so dass es an jedem Tag zwei Headliner gab.
- 1. Tag:

- Bühne 1: Heaven and Hell, Queensrÿche, Edguy, Epica, Voivod, Extrema
- Bühne 2: Mötley Crüe, Tesla, Lita Ford, Marty Friedman, Backyard Babies, Lauren Harris, The Rocker

- 2. Tag:

- Bühne 1: Dream Theater, Blind Guardian, Tarja, Cynic, The Black Dahlia Murder
- Bühne 2: Slipknot, Carcass, Down, Mastodon, Napalm Death, Static-X

### 2010
Stage 1
| Freitag 25 Juni                                                                                         | Samstag 26 Juni                                                     | Sonntag 27 Juni                                                                                         |
| --- | ------------------------------------------------------------------- | --- |
| Killswitch Engage Fear Factory DevilDriver As I Lay Dying Atreyu Job for a Cowboy Unearth 36 Crazyfists | Lordi Amon Amarth Raven Exodus Behemoth Orphaned Land Sadist Ex Deo | Motörhead Bullet for My Valentine Cannibal Corpse U.D.O. Saxon Devin Townsend Project Labyrinth Sabaton |

Stage 2
| Freitag 25 Juni                | Samstag 26 Juni           | Sonntag 27 Juni         |
| ------------------------------ | ------------------------- | ----------------------- |
| Amphitrium Dragonia Death Army | Nashwuah Subhuman Kaledon | Soulfly Van Canto Anvil |

### 2011 (Arena Fiera, Rho)
| Mittwoch, 22. Juni                                    |
| ----------------------------------------------------- |
| Judas Priest Whitesnake Mr. Big Cradle of Filth Epica |